# 都筑せつり
都筑 せつり（つづき せつり、6月18日 - ）は、日本の漫画家。富山県出身。1998年、角川書店の『月刊ASUKA』3月号に掲載された「闇をかける子供」でデビューした。チャリティーイラスト本「Smile/Yell」（東北地方太平洋沖地震関連）にはイラストを寄稿した。

## 作品リスト
- 壊れはじめた天使たち（全5巻、ASUKA連載）
- きみにしか聞こえない（原作：乙一）
- 夜を謳う子供たち
- カナリアチャイルド
- フォビア・フィリア
- 黒涙マーダー
- 完黙サディスト
- 傷-KIZ/KIDS-（原作：乙一）
- 君は僕の虜なれ（全5巻）